# Mendip Hills

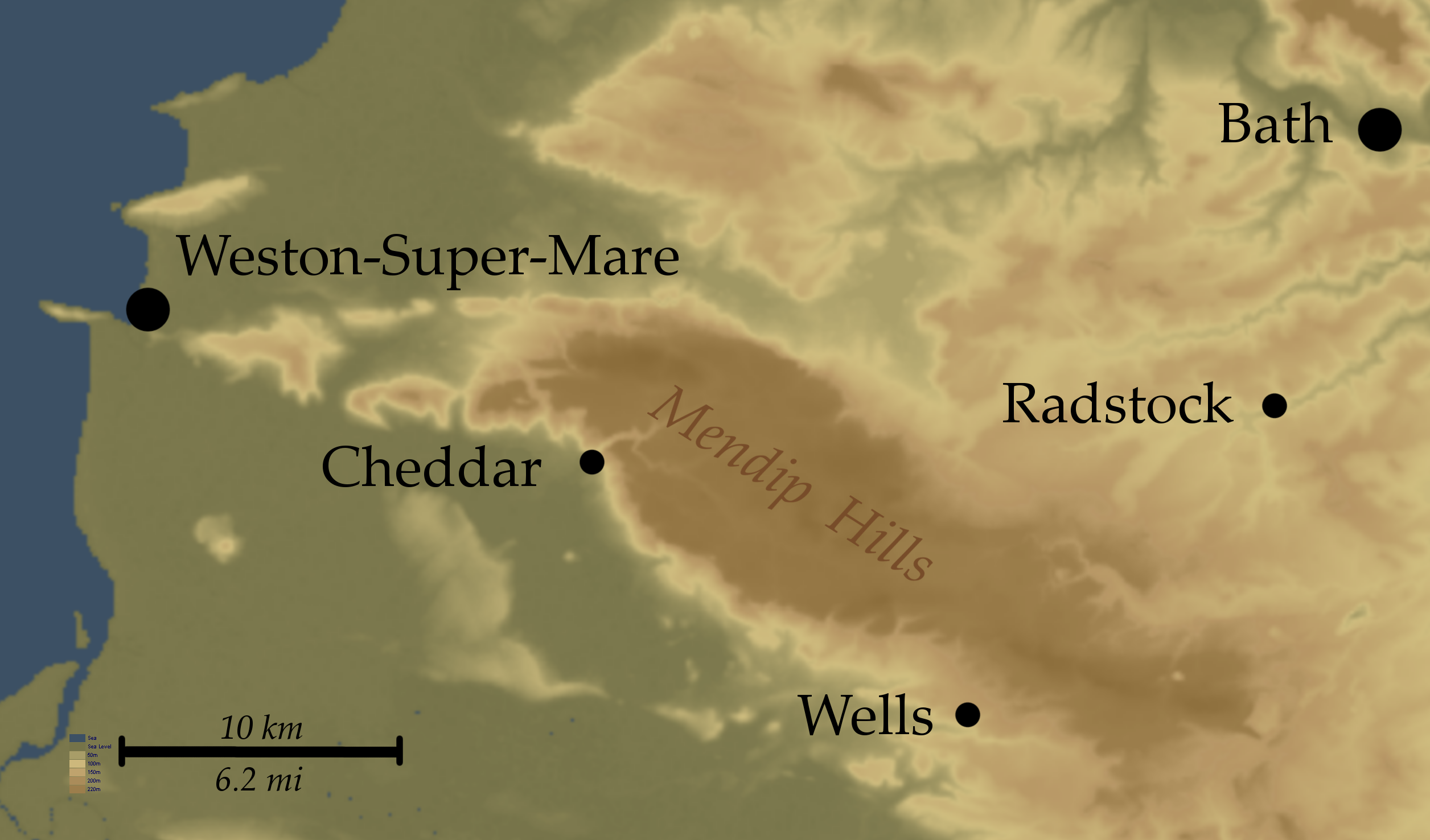
Mappa di localizzazione delle Mendip Hills

Le Mendip Hills ("Colline del Mendip") o Mendips sono delle colline dell'Inghilterra sud-occidentale, situate nella zona orientale della contea del Somerset.
La vetta più elevata è il Black Down, che raggiunge un'altezza di 326 metri.
La zona è classificata come Area of Outstanding Natural Beauty ("area di eccezionale bellezza naturale").

## Geografia

### Collocazione
Le Mendip Hills si estendono dalla zona costiera nei pressi di Weston-Super-Mare fino a Frome.

## Archeologia
Sulle Mendip Hills sono un'area di rilevante interesse archeologico: vi sono stati rinvenuti terrapieni neolitici, tumuli dell'Età del Bronzo e fortificazioni risalenti all'Età del Ferro.
Tra questi, figura il Lake Village.

## Monumenti e luoghi d'interesse

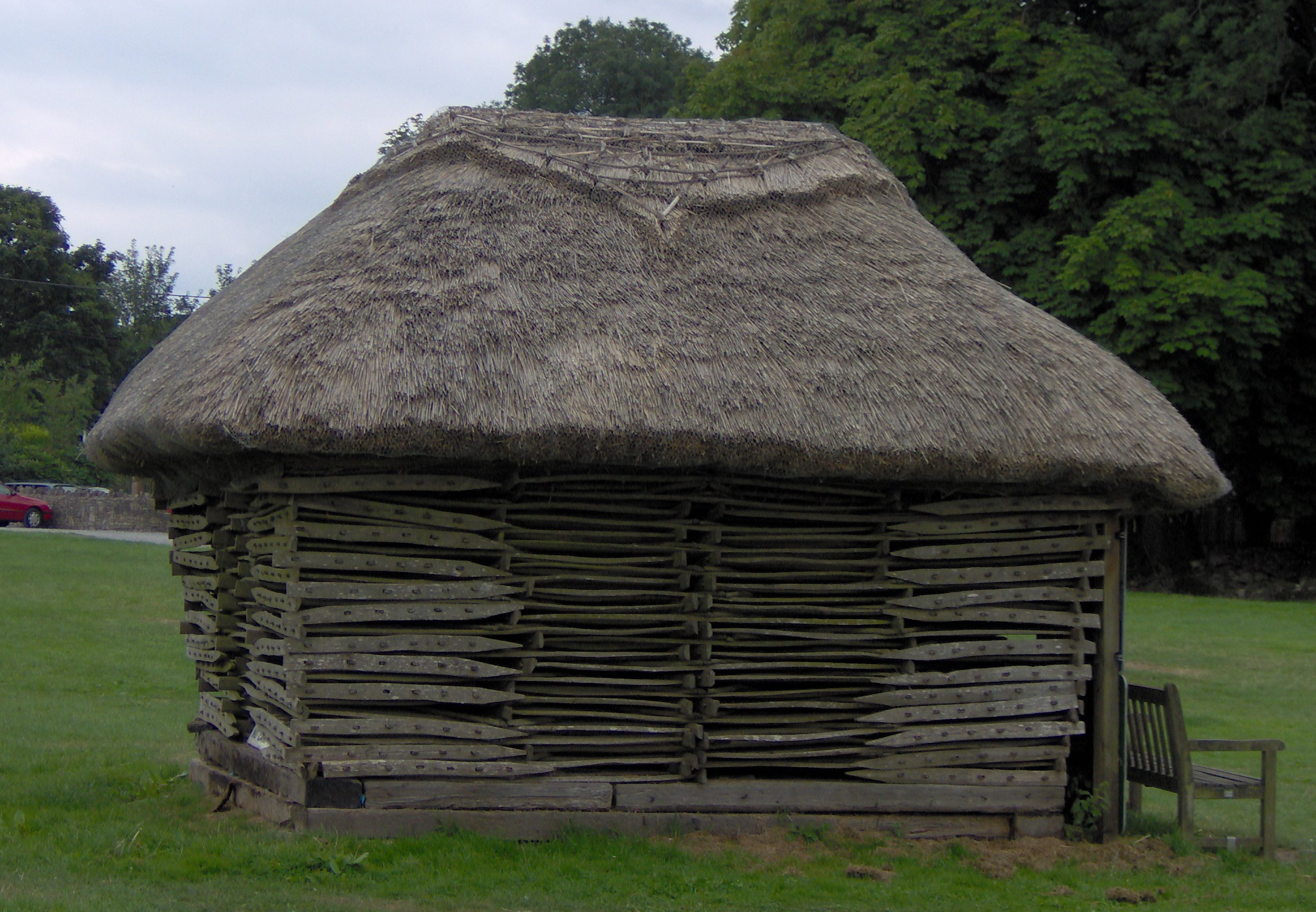
Stalla per pecore nel villaggio di Priddy, sulle Mendip Hills

- Gola di Cheddar[3]
- Grotte di Wookey Hole[3]
- Lake Village[4]
- il villaggio di Chewton Mendip[4]
- il villaggio di Compton Martin[4]
- il villaggio di East Harptree[4]
- il villaggio di Priddy[4]
- il villaggio di West Harptree[4]